# Lygodium × fayae
Lygodium × fayae là một loài dương xỉ trong họ Lygodiaceae. Loài này được Jermy & T.G. Walker mô tả khoa học đầu tiên năm 1985.
Danh pháp khoa học của loài này chưa được làm sáng tỏ. 